# Andrea Zafferani
Andrea Zafferani (ur. 18 grudnia 1982 w San Marino), sanmaryński polityk, kapitan regent San Marino od 1 października 2010 do 1 kwietnia 2011.

## Życiorys
Andrea Zafferani urodził się w 1982 w mieście San Marino. Obronił doktorat z ekonomii i zarządzania ze specjalizacją w zakresie ekonomii politycznej. Pracował w Banku Centralnym Republiki San Marino.
Od grudnia 2003 do grudnia 2005 wchodził w skład rady miasta Serravalle. W 2006 pełnił w tym mieście funkcję koordynatora organizacji młodzieżowej Sojuszu Powszechnego (Alleanza Popolare, AP). 28 listopada 2007 objął mandat deputowanego do Wielkiej Rady Generalnej z ramienia AP. W parlamencie zasiadł w Stałej Komisji ds. Emerytur i Ubezpieczeń Społecznych.
16 września 2010 został wybrany przez Wielką Radę Generalną na stanowisko kapitana regenta San Marino. Urząd, wspólnie z Giovannim Francesco Ugolinim, objął 1 października 2010 na półroczną kadencję. Był czwartym w kolejności najmłodszym kapitanem regentem w historii (od roku 1243)
, a jednocześnie najmłodszym ówczesnym szefem państwa na świecie.
Andrea Zafferani jest żonaty, mieszka we Florencji.